# Médaille de l'enseignement technique
La médaille de l'enseignement technique est une décoration civile française crée par arrêté du 14 juin 1921 du Ministère de l'éducation nationale.

## Description
Cette médaille de table de 54 mm récompense des personnes qui, sans posséder la qualité de fonctionnaire de l’éducation nationale, "contribuent au développement de l’enseignement technique et professionnel et des œuvres qui en dépendent".
Toutefois, des fonctionnaires appartenant à l’éducation nationale peuvent  recevoir ces récompenses à titre exceptionnel pour des services qu’ils peuvent accomplir en dehors de leur activité principale, tels que la participation à des actions de formation continue.

### Caractéristiques

#### Avers
La légende "Ministère de l'Éducation nationale" est inscrite sur le côté et le pourtour, avec au centre l’inscription "Médaille de l'enseignement technique".

#### Revers
Le mot "Technique" entoure une figure symbolique formée de deux mains créatrices d’où jaillit un arbre portant l’inscription "Art Sciences".

## Échelons de la distinction
- Bronze, pour l'obtenir il faut justifier d’au moins sept ans de services accomplis.
- Argent, pour l'obtenir il faut avoir reçu la médaille de bronze depuis au moins quatre ans.
- Vermeil, pour l'obtenir il faut avoir reçu la médaille d’argent depuis au moins cinq ans.
- Or, pour l'obtenir il faut avoir reçu la médaille de vermeil depuis au moins six ans.

## Attribution
Les médailles de bronze, d'argent et de vermeil sont décernées par arrêté du recteur d'académie, tandis que l'attribution de la médaille d'or est de la compétence exclusive du ministre de l'Éducation nationale.
Ces distinctions sont attribuées le 1er janvier et le 1er juillet de chaque année.
Cependant, lors de manifestations présidées par le ministre de l'Éducation nationale ou un secrétaire d'État, des médailles peuvent être décernées à titre exceptionnel par arrêté ministériel.
De plus, les titulaires de la médaille d’argent de l’enseignement technique, non-fonctionnaires de l’éducation nationale, peuvent se voir élevés au grade  de chevalier dans l’ordre des palmes académiques.
| Bronze | Argent | Vermeil | Or |
| ------ | ------ | ------- | -- |
|        |        |         |    |